# Microlicia warmingiana
Microlicia warmingiana är en tvåhjärtbladig växtart som beskrevs av Célestin Alfred Cogniaux. Microlicia warmingiana ingår i släktet Microlicia och familjen Melastomataceae. Inga underarter finns listade i Catalogue of Life.